# Pararge luteavividissima
Pararge luteavividissima är en fjärilsart som beskrevs av Ruggero Verity 1923. Pararge luteavividissima ingår i släktet Pararge och familjen praktfjärilar. Inga underarter finns listade i Catalogue of Life.